# Ungulites curvidentatus
Ungulites curvidentatus är en ringmaskart som beskrevs av Ottone 1988. Ungulites curvidentatus ingår i släktet Ungulites, klassen havsborstmaskar, fylumet ringmaskar och riket djur. Inga underarter finns listade i Catalogue of Life.